# Prerija
Prerija je v fizični geografiji naziv za obširen travnat svet z visoko travo v Severni Ameriki.
Izraz so prvi uporabili francoski raziskovalci, ki so za te prostrane planjave uporabili svojo besedo za travnik.

## Prerijska tla
Za zemljo v prerijah je značilna temna barva površinske plasti, kar je posledica prisotnosti humusa. Površinski horizont pa z globino počasi prehaja v svetlejši horizont z manj humusa.